# Rio dell'Arsenale
Ne doit pas être confondu avec Riello dell'Arsenale.

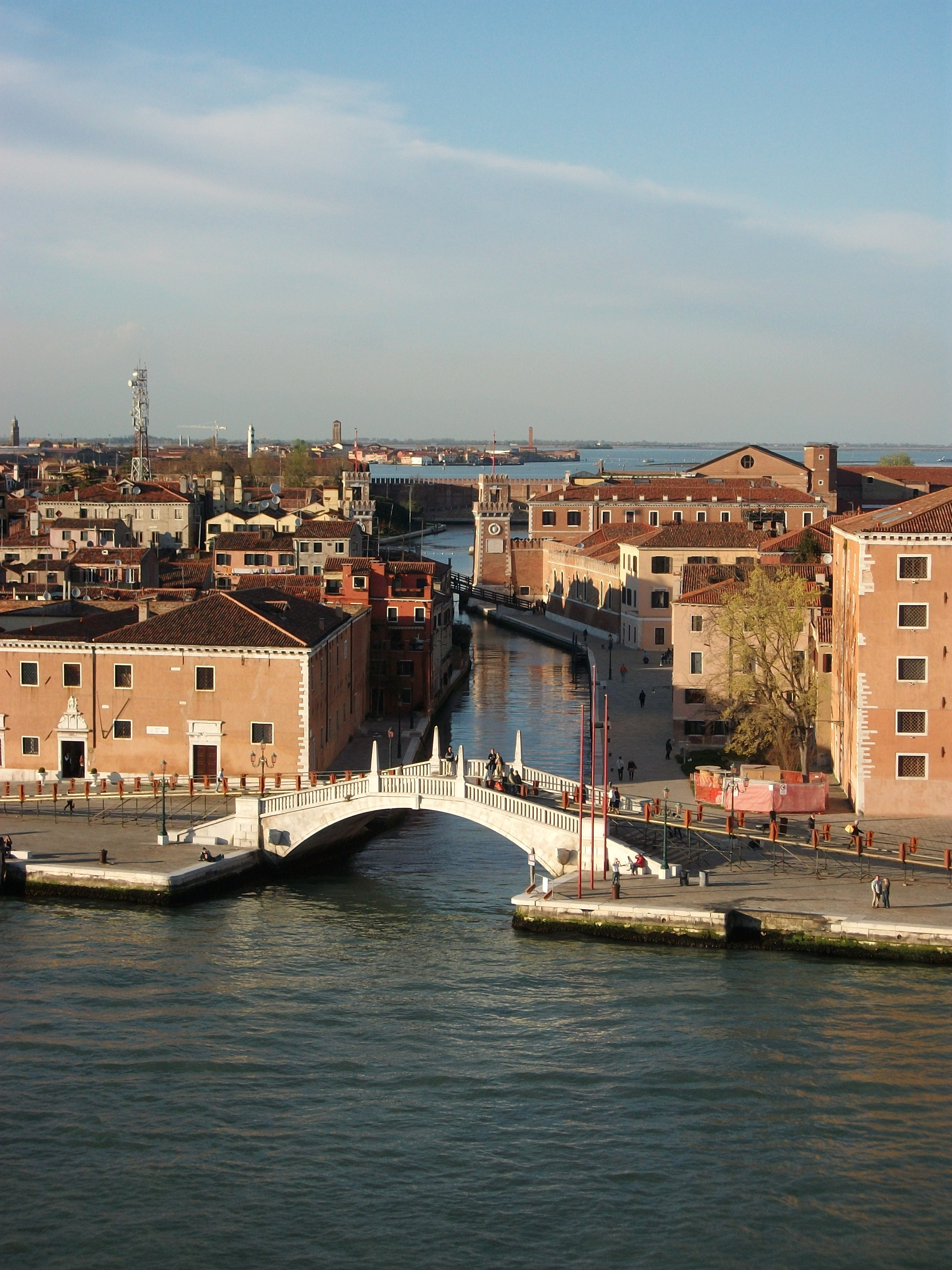
Pont S.Biasio et vue du rio devant l'Arsenal

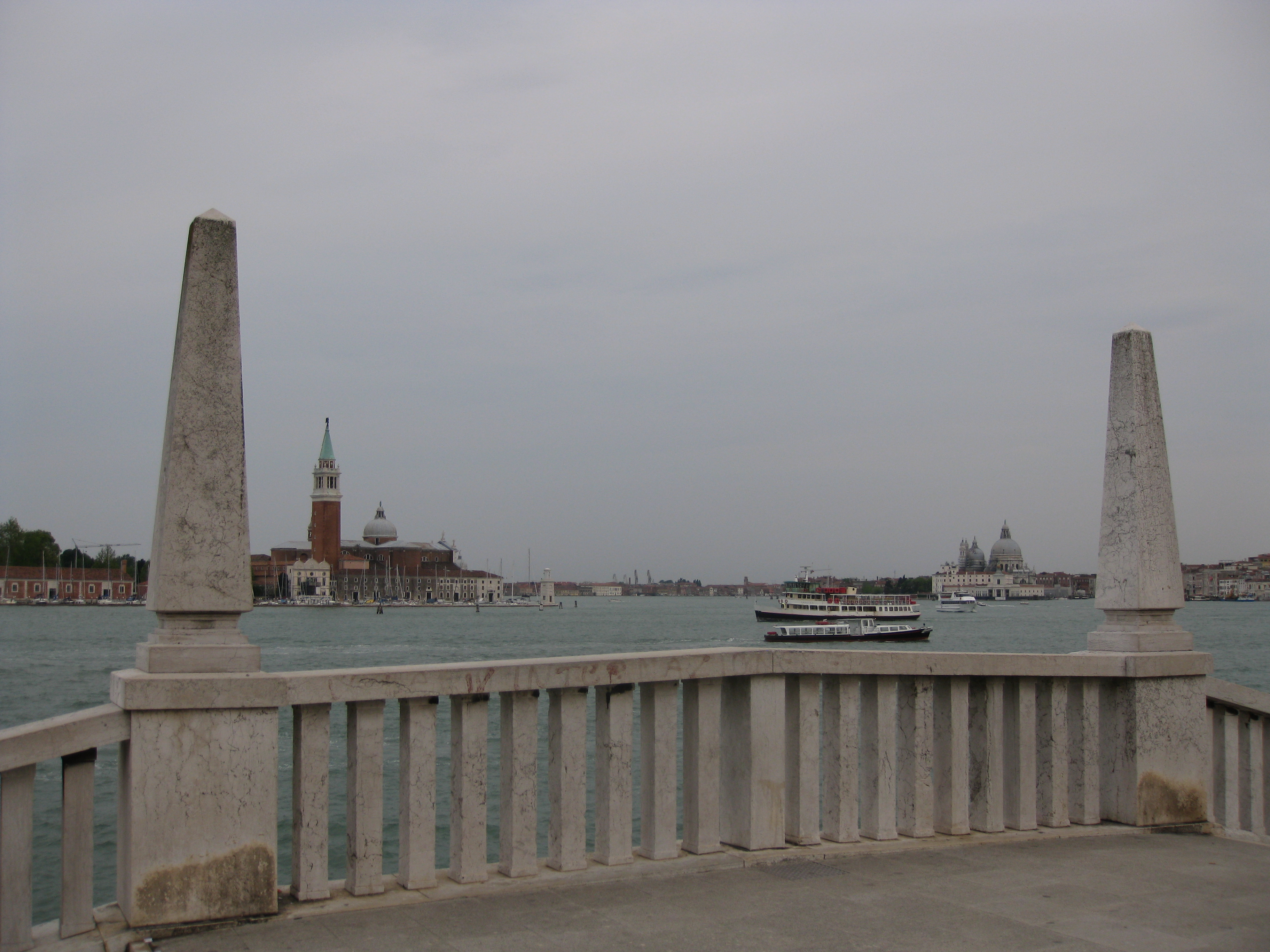
Vue du pont San Biagio vers le sud

Le rio dell'Arsenale (en vénitien rio de l'Arsenal; canal de l'Arsenal) est un canal de Venise dans le sestiere de Castello. 

## Origine
Ce rio est appelé d'après l'Arsenal de Venise qu'il longe.
À l'origine, il s'appela rio de la Madonna.

## Description
Le rio de l'Arsenal a une longueur de 262 m. Il prolonge le canale delle Galeazze, artère principale de l'Arsenal de Venise vers le sud pour rejoindre le bassin de San Marco.

## Situation
- Il longe :
  - l'Arsenal de Venise,
  - le Campo de l'église San Biagio et du Musée d'histoire navale,
  - le fondamenta de l'Arsenal,
  - le fondamenta de la Madona,
  - le rio di San Martino sur son flanc ouest.

## Ponts
Il est traversé par :

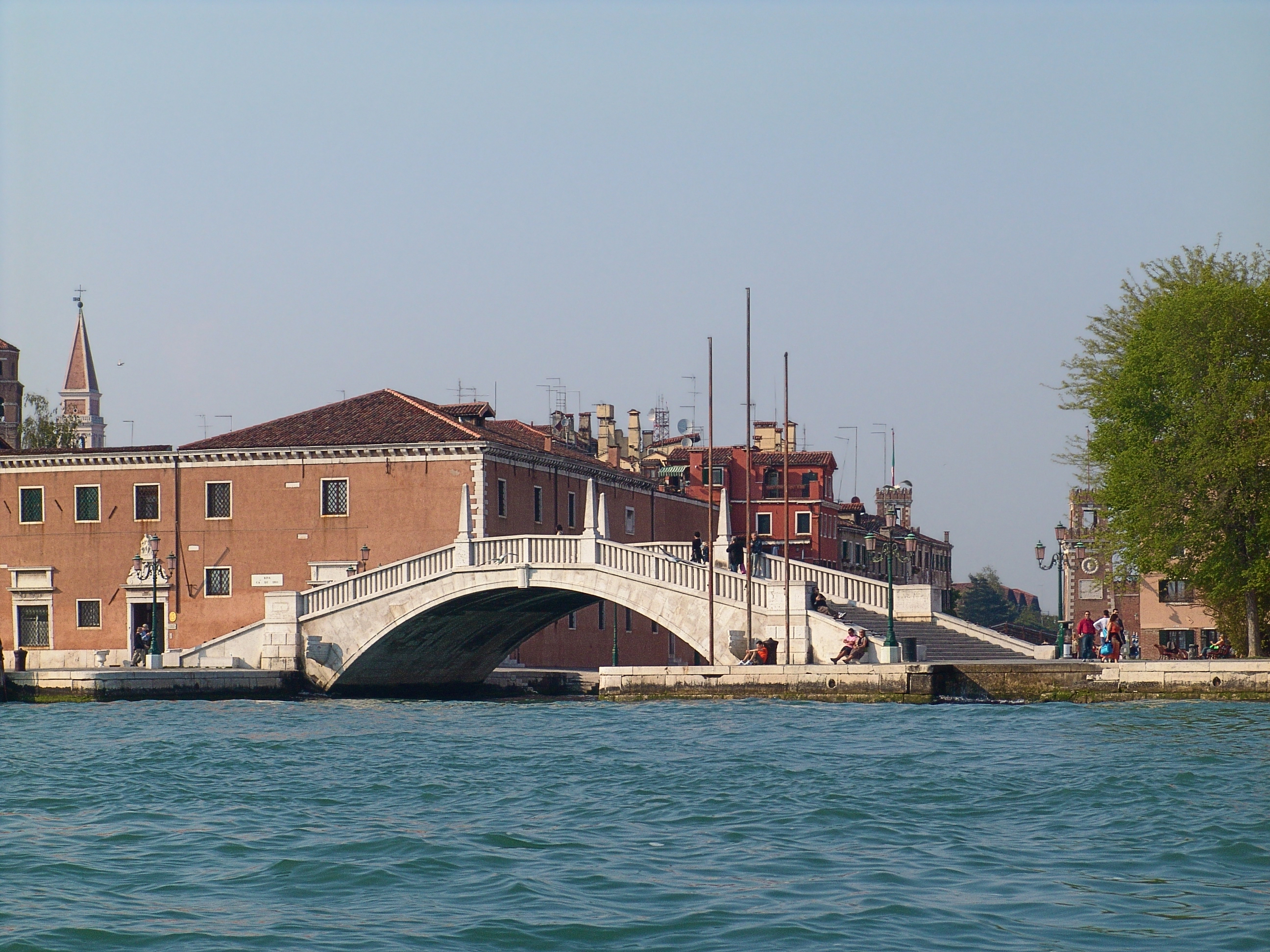
Ponte San Biasio (vén: San Biagio) delle Catene entre riva de San Biagio et riva de ca' di Dio
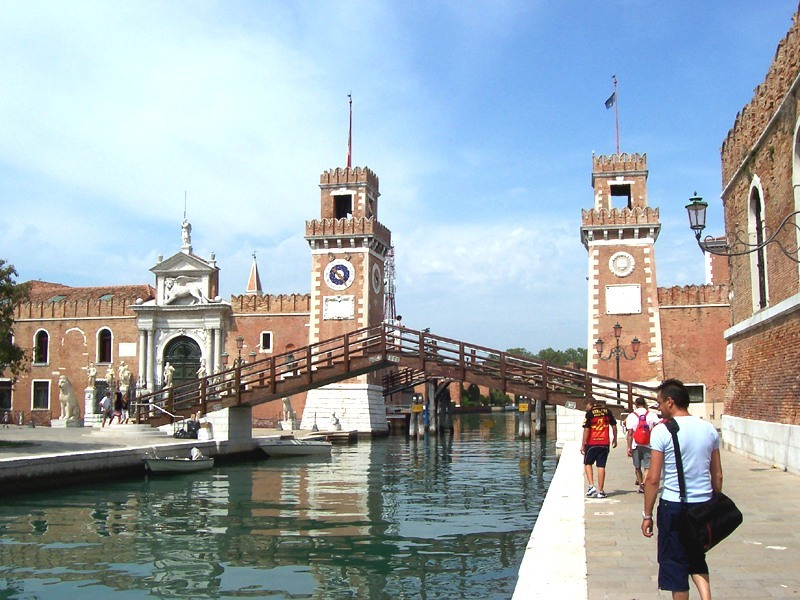
le ponte dell'Arsenale ou del Paradiso entre fondamenta de la Madonna et campo dell'Arsenal